# Philippe Gondet
Philippe Gondet, né le 17 mai 1942 à Blois (Loir-et-Cher) et mort le 21 janvier 2018 à Vertou (Loire-Atlantique), est un footballeur professionnel international français. Comptant 14 sélections avec l'équipe de France entre 1965 et 1970, il participa notamment avec « les Bleus » à la Coupe du monde 1966 en Angleterre.

## Biographie
Fils de médecin, Philippe Gondet fait ses débuts au football à l'AAJ de Blois, puis rejoint Paris pour suivre ses études. Il tente, jeune, l'aventure professionnelle au Stade français mais retourne à Blois devant la difficulté à s'adapter à la vie parisienne. Le FC Nantes vient l'y dénicher et relance sa carrière. Gondet est sélectionné en équipe de France junior puis militaire, avec laquelle il marque notamment quatre buts contre l'Angleterre dans le Challenge Kentish. Il effectue une partie de son service militaire en Algérie où il contracte une infection aux amibes que les médecins mettent du temps à déceler, ce qui freine son retour sous les couleurs nantaises en 1964-1965. Il ne marquera que trois buts lors de cette saison qui voit les Canaris décrocher leur premier titre de champion.
L'année suivante, Gondet est à l'origine de l'ascension irrésistible de l'équipe nantaise, qui remporte son deuxième titre consécutif. Il y marque but sur but et devient le meilleur buteur de l'histoire de la Division 1 avec 36 réalisations. Sa régularité est telle que les habitués de la tribune Sud du stade Marcel-Saupin prennent l'habitude d'entonner l'autrefois célèbre « Gondet, ton but ! » lorsque les Canaris piétinent devant leur public. L'intéressé manque rarement d'obtempérer dans un style parfois spectaculaire, comme en témoignent Jean-Philippe Réthacker et Jacques Thibert dans leur ouvrage La fabuleuse histoire du football (ODIL) : « L'un de ses plus grands matches, il le réalise le 20 octobre 1965, contre le Red Star, au stade Marcel-Saupin. Dans une forme éblouissante, il réussit tout ce qu'il entreprend et joue à la manière d'un grand chef d'attaque anglais ou hongrois. Il tire une douzaine de fois au but adverse et, à chaque fois, le ballon est "cadré", mettant Dantheny au supplice. Il marque quatre buts mais aurait pu en marquer personnellement six ou sept. Nantes gagne ce match par 7 buts à 2. »
Un tel parcours propulse naturellement Gondet vers l'équipe de France. Le sélectionneur national Henri Guérin le convoque pour la première fois pour un match capital d'éliminatoires de la Coupe du monde à Paris face à la Yougoslavie, le 9 octobre 1965. Initialement prévu comme réserviste, Gondet doit remplacer au pied levé le titulaire Yvon Douis, blessé, et marque d'un tir splendide de vingt mètres l'unique but d'une victoire (1-0) qui qualifie les Bleus pour la phase finale en Angleterre. Gondet s'installe à la pointe de l'attaque tricolore mais ne peut éviter une décevante élimination au premier tour de la Coupe du monde 1966.
Par la suite, et malgré la baisse de régime de Nantes, Gondet demeure un habitué de la sélection nationale jusqu'à ce que de très graves blessures aux deux genoux subies fin 1967 ne l'éloignent des terrains pour plus de deux ans. Gondet revient au premier plan au printemps 1970, contribuant entre autres à qualifier Nantes pour la finale de la Coupe de France (perdue 0-5 face à Saint-Étienne). Il retrouve l'équipe de France le 5 septembre 1970 en match amical face à la Tchécoslovaquie (3-0), y marquant même un but, mais la quitte définitivement un mois plus tard après une dernière sélection (défaite 1-0) face à l'Autriche. En baisse de forme et sous la poussée d'une nouvelle génération à Nantes, Gondet part à l'intersaison 1971 pour Paris et le Red Star, puis prend le chemin de Caen un an plus tard où il effectue une dernière saison sans convaincre. Gondet met un terme à sa carrière professionnelle en 1973 et quitte définitivement le monde du football.
En 2022, le magazine So Foot le classe dans le top 1000 des meilleurs joueurs du championnat de France, à la 52e place.

## Décès
Philippe Gondet meurt le 21 janvier 2018 à son domicile de Vertou. Ses obsèques sont célébrées le 26 janvier en l'église Saint Martin de Vertou.

## Palmarès
- Champion de France en 1965 et 1966 avec le FC Nantes
- Vainqueur du Challenge des Champions en 1965 avec le FC Nantes
- Finaliste de la Coupe de France en 1966 et 1970 avec le FC Nantes
- Vice-Champion de France en 1967 avec le FC Nantes

### En équipe de France
- 14 sélections et 7 buts en équipe de France de 1965 à 1970[4]
- Participation à la Coupe du Monde en 1966 (premier tour) : 3 matches disputés

### Distinctions individuelles
- Meilleur buteur du Championnat de France en 1966 (36 buts), record français toujours en lice[5].
- Élu « Joueur français de l'année » 1965 et 1966 par France Football.